# Diphasia alata
Diphasia alata är en nässeldjursart som först beskrevs av Walter Douglas Hincks 1855.  Diphasia alata ingår i släktet Diphasia, och familjen Sertulariidae. Arten har ej påträffats i Sverige.